# Jakob De Geer
Hans Jakob Gerard De Geer, född den 18 mars 1899 i Skagershults församling, Örebro län, död den 11 augusti 1983 i Hedvig Eleonora församling, Stockholms län, var en svensk friherre, företagsledare och författare. Han var son till Fabian De Geer.

## Biografi
De Geer avlade studentexamen i Stockholm 1918 och bedrev studier vid universiteten i Bordeaux och Dijon. Han avlade juris kandidatexamen 1923 och blev extra ordinarie hovrättsnotarie i Svea hovrätt samma år. De Geer tjänstgjorde vid konsulatet i Marseille och legationen i Bukarest samt i affärsföretag i Paris och Athen 1923–1925. Han etablerade egen firma i Stockholm i förening med G. Landerholm under namnet Klosters Järnlager 1926, från 1936 med namnet Aktiebolaget Svenskt Järn och Stål. De Geer blev avdelningschef vid Fagersta bruk i Stockholm 1947. Han publicerade Individualismens ödestimma 1937 och Den förlorade freden 1942 samt artiklar i Göteborgs Handels- och Sjöfartstidning i utrikespolitiska ämnen. De Geer vilar i en familjegrav på Lovö kyrkogård.